# Norma Viola
Norma Viola (Laboulaye, Córdoba; 18 de diciembre de 1929-Buenos Aires, 12 de diciembre de 2004) fue una bailarina folclórica argentina.
Se fue a Buenos Aires para cursar estudios de danza clásica y contemporánea. 
Su nombre está ligado al de otra leyenda del folclore argentino, Santiago Ayala “El Chúcaro”, con quien compartió 40 años de trabajo a partir del momento en que se integró a su compañía como primera bailarina y asistente de coreografía, en 1954. Ella negó alguna relación amorosa con su compañero. Siempre lo admiró y reconocía la influencia artística e intelectual en su vida.
“Siempre se pensó que con El Chúcaro teníamos una relación más allá de la danza, pero eso nunca existió. Fuimos grandes amigos, compañeros de labor y estábamos unidos por la magia del baile”, señaló en distintas oportunidades Viola. (declaraciones de 2002)
“Lamentablemente en la Argentina se imponen siempre otras prioridades a las de la cultura. En estos doce años al frente del Ballet Folclórico he sentido que ha sido para los gobiernos casi una carga. Yo llevo 48 años en la danza folclórica argentina y puedo decir que la gente argentina tiene ese sentido de patria. Parece una palabra ridícula, decir patria, pero el sentido de la tierra, existe. La cultura popular, incluso ahora, existe”.
En 1973 Norma Viola obtuvo el máximo galardón del Festival de Cosquín, el principal encuentro folclórico argentino y desde julio de 1990 hasta la muerte de El Chúcaro en 1994, compartió con él la conducción del recién creado BNF. Este ballet es un gran proyecto de Santiago Ayala y Norma Viola, debido a que con él pudieron realizar coreografías con mayor cantidad de bailarines, en un ballet privado eso era imposible.
El Ballet de Santiago Ayala (El Chúcaro) y Norma Viola actuó, en representación de la Argentina, en la fiesta inaugural del mundial de fútbol que se realizó en Alemania en 1974. En esta ocasión cada país tenía un representante de su cultura. El ballet interpretó un carnavalito, con la participación de Jaime Torres en el charango
Falleció el 12 de diciembre de 2004, de un paro cardiorrespiratorio en su casa del barrio de Villa Crespo.

## En el cine
Intérprete
- Cosquín, amor y folklore (1965)
- La novela de un joven pobre (1968)
- Argentinísima (1972)
- Argentinísima II (1973)
- Tango Bar (1987)